# جولین پرین
جولین پرین (انگلیسی: Julien Perrin؛ زادهٔ ۱۹ مارس ۱۹۸۵) بازیکن فوتبال اهل فرانسه است.
از باشگاه‌هایی که در آن بازی کرده‌است می‌توان به باشگاه فوتبال المپیک لیون، باشگاه فوتبال استراسبورگ، باشگاه فوتبال کن، و باشگاه فوتبال سن-اتین اشاره کرد.